# Southern African Development Community

Organisationens flagga sedan 1995.

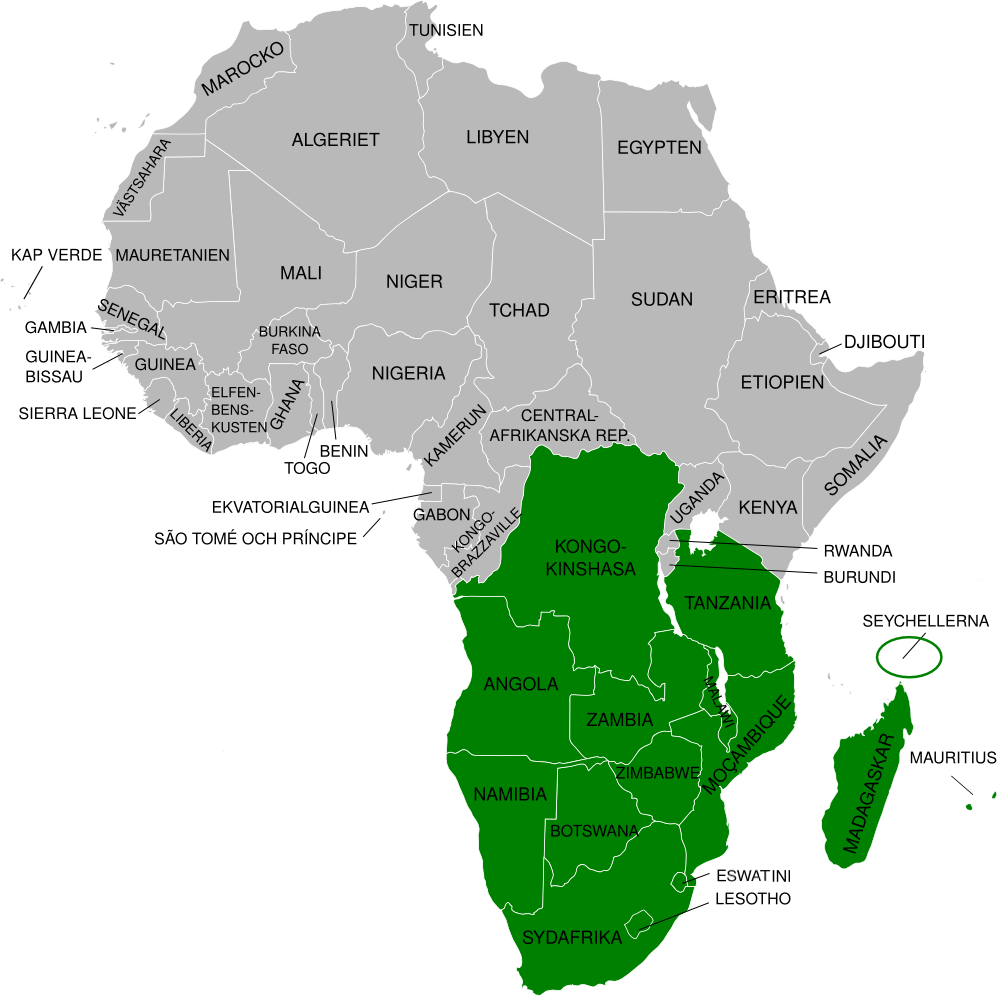
SADC:s medlemsländer.

Southern African Development Community (SADC) är en organisation som främjar samarbete kring ekonomisk utveckling i södra Afrika. Huvudkontoret ligger i Gaborone, Botswana.
SADC har 16 medlemsländer: Angola, Botswana, Kongo-Kinshasa, Lesotho, Madagaskar, Malawi, Mauritius, Moçambique, Namibia, Seychellerna, Sydafrika, Swaziland, Tanzania, Zambia, Komorerna och Zimbabwe.
Organisationen bildades 1992 som en vidareutveckling av Southern African Development Coordination Conference, SADCC.
SADCC bildades 1980 av the Front Line States (FLS). Anledningen till att organisationen skapades var dels att man ville främja regionalt samarbete i södra Afrika och dels för att kunna motarbeta Apartheid-regimen i Sydafrika. 
Onsdagen den 25 juni 2008 extrainkallade SADC:s dåvarande ordförande, Zambias president Levy Mwanawasa, medlemsländerna till ett krismöte i Swazilands huvudstad Mbabane.
Mötet avslutades med en uppmaning till Zimbabwes regering att tills vidare skjuta upp presidentvalet, då förutsättningar saknas för att det ska kunna genomföras under fria och rättvisa förhållanden.